# Даффи, Джулия
Джулия Даффи (англ. Julia Duffy, имя при рождении Джулия Маргарет Хиндсрод; род. 27 июня 1951, Миннеаполис, Миннесота) — американская актриса, наиболее известная по ролям на телевидении.

## Жизнь и карьера
Даффи за свою карьеру появилась в более чем шестидесяти фильмах и телесериалах. Она наиболее известна по роли в комедийном сериале «Ньюхарт» (1983—1990), за которую получила семь последовательных номинаций на премию «Эмми» за лучшую женскую роль второго плана в комедийном телесериале, а также одну номинацию на «Золотой глобус».
После завершения шоу «Ньюхарт» она сыграла главную роль вместе с Джорджем Клуни в недолго просуществовавшем ситкоме «Детский лепет», а после присоединилась к актёрскому ансамблю ситкома «Создавая женщину» (1991—1992). С 1993 по 1995 год она снималась в ситкоме «Мамочки», который был закрыт после двух сезонов. В последующие годы она в основном делала редкие гостевые появления в сериалах, таких как «Сабрина — маленькая ведьма» и «Реба», а также исполняла роли второго плана в фильмах.

## Избранная фильмография
| Год       |   | Русское название             | Оригинальное название    | Роль          |
| --------- | - | ---------------------------- | ------------------------ | ------------- |
| 2008      | с | Волшебники из Вэйверли Плэйс | Wizards of Waverly Place | мисс Анджела  |
| 2011—2013 | с | Бесстыжие                    | Shameless                | Кэндис Лишман |